# Sebastian Rybarczyk
Sebastian Mikołaj Rybarczyk (ur. 6 grudnia 1970 w Łodzi, zm. 28 stycznia 2018 tamże) – polski dziennikarz prasowy i radiowy, publicysta, znawca historii służb specjalnych.

## Życiorys
Od 1986 roku działał w Konfederacji Polski Niepodległej, organizując młodzieżówkę partii oraz wydając pismo „Zawsze Solidarni”. Od 1988 roku był członkiem Federacji Młodzieży Walczącej oraz Solidarności Walczącej. W latach 1989–1990 należał do Liberalno-Demokratycznej Partii „Niepodległość”. W latach 1997–2001 był pracownikiem gabinetu ministra-koordynatora służb specjalnych Janusza Pałubickiego.
Zasiadał we władzach Fundacji Projekt Łódź oraz był współpracownikiem Łódzkiej Specjalnej Strefy Ekonomicznej. Brał również udział w przedsięwzięciach ogólnopolskich, m.in. będąc założycielem Nowej Inicjatywy Atlantyckiej oraz Forum Polska-Ukraina.
Zajmował się tematyką związaną ze służbami specjalnymi. Był wydawcą i redaktorem czasopisma „Komentarz”. Publikował w „Uważam Rze”, „Do Rzeczy”, „Focus Historia”, „Więzi” oraz „Międzynarodowym Przeglądzie Politycznym”. Był gospodarzem audycji „Stacja Deszyfrująca”, nadawanej na antenie Programu IV Polskie Radio 24.
Zmarł 28 stycznia 2018 roku. Pogrzeb miał miejsce 6 lutego na cmentarzu rzymskokatolickim na Zarzewie w Łodzi.

## Odznaczenia
- Krzyż Kawalerski Orderu Odrodzenia Polski – 2018, pośmiertnie[6][7]
- Krzyż Wolności i Solidarności – 2024, pośmiertnie[8].

## Wybrane publikacje
- Niewidzialna wojna szpiegów, Łomianki: LTW 2014[9].
- Najtajniejsza broń wywiadu, Warszawa: Fronda 2015.